# Polydora vulgaris
Polydora vulgaris är en ringmaskart som beskrevs av Mohammad 1972. Polydora vulgaris ingår i släktet Polydora och familjen Spionidae. Inga underarter finns listade i Catalogue of Life.